# Burgjoß (gemeindefreies Gebiet)

Lage im Landkreis Main-Spessart

Das Gemeindefreie Gebiet Burgjoß ist ein 23,1082 km² großes gemeindefreies Gebiet im Landkreis Main-Spessart im bayerischen Spessart. Es ist komplett bewaldet.

## Geographie

### Lage
Das Gebiet liegt östlich der hessischen Gemeinde Jossgrund mit dem namensgebenden Ortsteil Burgjoß. Einige Exklaven der Gemeinden Obersinn und Aura im Sinngrund grenzen an. Die höchste Erhebung ist der Steinige Berg mit 519 m ü. NN.

### Nachbargemeinden
| Stadt Bad Soden-Salmünster | Gutsbezirk Spessart (Gemeindefreies Gebiet) | Gemeinde Sinntal                   |
| Gemeinde Jossgrund         | Kompassrose, die auf Nachbargemeinden zeigt | Markt Obersinn                     |
| Gemeinde Flörsbachtal      | Gemeinde Aura im Sinngrund                  | Forst Aura (Gemeindefreies Gebiet) |